# Escola de Direito Canônico da Universidade Católica da América
A Escola de Direito Canônico é a única faculdade de direito canônico católico nos Estados Unidos. É uma das doze escolas da The Catholic University of America, localizada em Washington, D.C. e uma das três escolas eclesiásticas da universidade, junto com a Escola de Teologia e Estudos Religiosos e a Escola de Filosofia. A escola faz parte do campus principal no bairro de Brookland em Northeast D.C. e está localizada em Caldwell Hall. Oferece os graus eclesiásticos de Licenciatura em Direito Canônico e Doutor em Direito Canônico, bem como programas de graduação civil e eclesiástica-civil conjunta.

## História
A Universidade Católica foi autorizada a conceder graus eclesiásticos em direito canônico pela carta apostólica de Leão XIII Magni nobis gaudii de 7 de março de 1889. A Escola de Teologia emitiu diplomas de direito canônico até 1923, quando uma faculdade separada de direito canônico foi estabelecida pela Santa Sé. A Universidade Católica é a única universidade dos Estados Unidos com uma faculdade eclesiástica de direito canônico.

## Programas de graduação
A Escola de Direito Canônico é o único programa de pós-graduação em direito canônico nos Estados Unidos e oferece programas eclesiásticos, civis e de graduação dupla:

### Eclesiástico
J.C.L.
J.C.D.

### Civil
- Masters in Church Administration (M.C.A.)

### Dupla civil / eclesiástica
Juntamente com a Escola de Direito de Colombo, a Escola de Direito Canônico aceita conjuntamente certos créditos do programa Juris Doctor para os requisitos de graduação para a Licenciatura em Direito Canônico. Cada escola emite seu diploma por sua própria autoridade, então um graduado receberá 2 graus separados: um civil (J.D.), o outro eclesiástico (J.C.L. ) 

## The Jurist
The Jurist é a única revista publicada nos Estados Unidos que se dedica ao estudo e promoção do direito canônico da Igreja Católica. Foi iniciado em 1940  para atender às necessidades acadêmicas e profissionais dos advogados da Igreja Católica. Originalmente, concentrava-se no direito canônico da Igreja latina, mas passou a incluir também o direito canônico católico oriental. A partir do volume 71, a revista foi publicada para a Escola de Direito Canônico da Catholic University of America Press. O conselho editorial é composto pelo corpo docente da Escola de Direito Canônico. A revista é publicada em versão impressa, mas também faz parte da coleção eletrônica Project MUSE.

## Instituto de Prática de Tribunal Matrimonial
Desde 1967, a Escola de Direito Canônico organiza um programa anual por meio do Institute on Matrimonial Tribunal Practice, destinado a pessoas sem treinamento formal em direito canônico.